# X-1 (U-Boot)
X-1 (gelegentlich auch als USS X-1 bezeichnet) war die Bezeichnung des einzigen Klein-U-Bootes der US Navy. Es wurde 1955 in Dienst gestellt.
Die Entwicklung des Bootes begann Anfang der 1950er Jahre bei der Fairchild Engine Division. Ziel des von der US Navy geforderten Projekts war es, die Möglichkeiten eines Eindringens von Kleinst-U-Booten in Häfen zu untersuchen und daraus Abwehrmöglichkeiten zu entwickeln und erproben. Das entwickelte Boot war 15,1 m lang und wog 25,4 t. Es konnte 60 m tief tauchen und wurde von einer Walter-Turbine mit Wasserstoffperoxid angetrieben, daneben war auch ein Dieselelektrischer Antrieb vorhanden.
Die Kiellegung des Bootes fand am 1. Mai 1952 in Oyster Bay auf Long Island statt. Der Stapellauf war am 7. September 1955, einen Monat später wurde das Boot in New London (Connecticut) in den Dienst der Navy gestellt. Anschließend fanden zahlreiche Einsatzfahrten mit dem Boot statt. Am 20. Mai 1957 ereignete sich eine Explosion des Tanks für Wasserstoffperoxid. Als Folge wurde der Walter-Antrieb ausgebaut, das Boot fuhr zunächst nur noch dieselelektrisch und wurde am 2. Dezember des Jahres vorübergehend deaktiviert. Bis 1960 wurde es in Philadelphia überholt und im Dezember desselben Jahres in Annapolis (Maryland) stationiert, von wo aus es in den nächsten Jahren für das Naval Research Laboratory hydrographische Forschungen in der Chesapeake Bay unternahm. Am 16. Februar 1973 wurde das Boot außer Dienst gestellt und zunächst auf dem Gelände der North-Severn-Marinebasis bei Annapolis ausgestellt; im April 2001 erfolgte ein Transfer zum US Navy Submarine Force Museum in Groton (Connecticut).

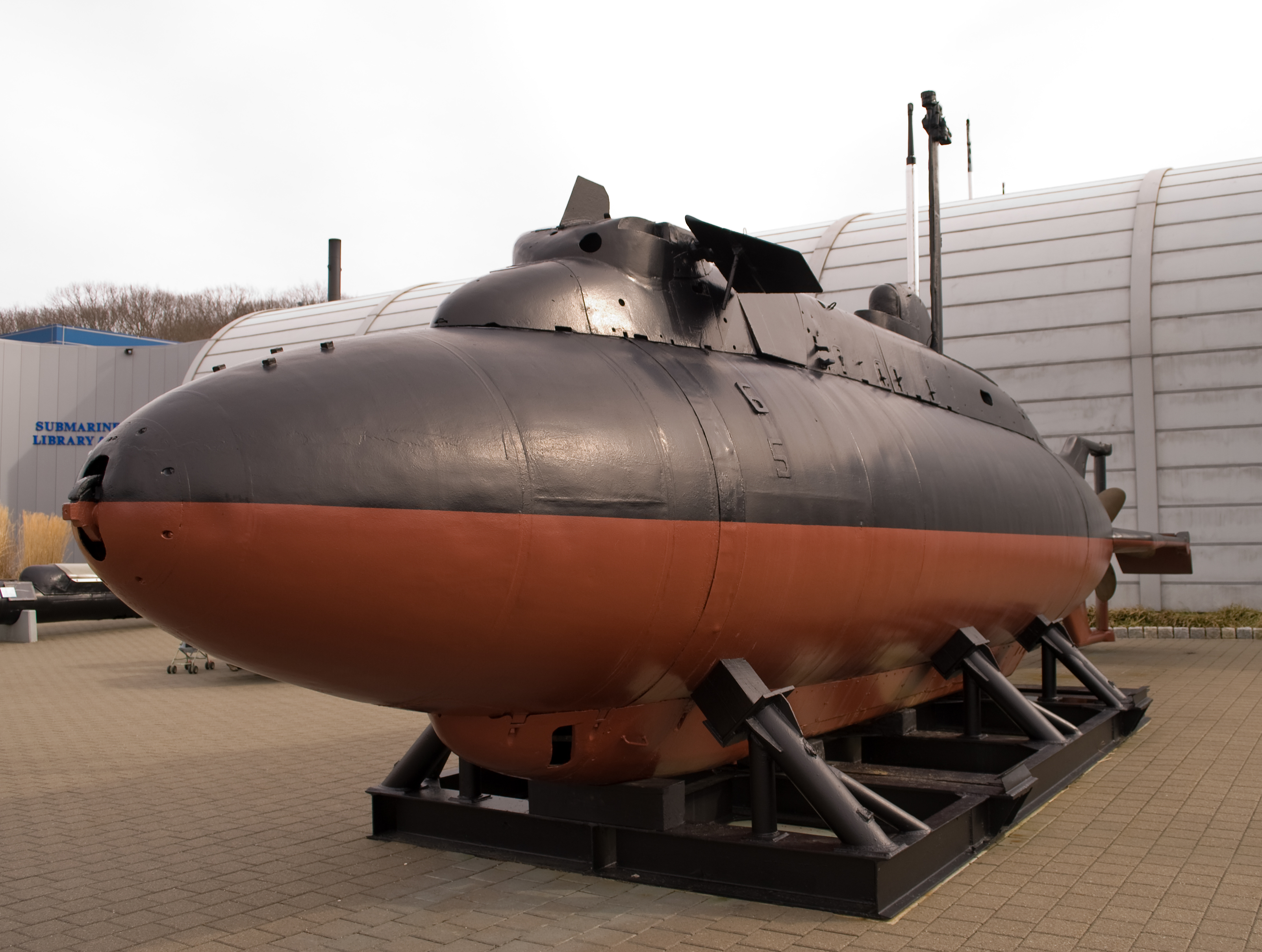
Bugansicht
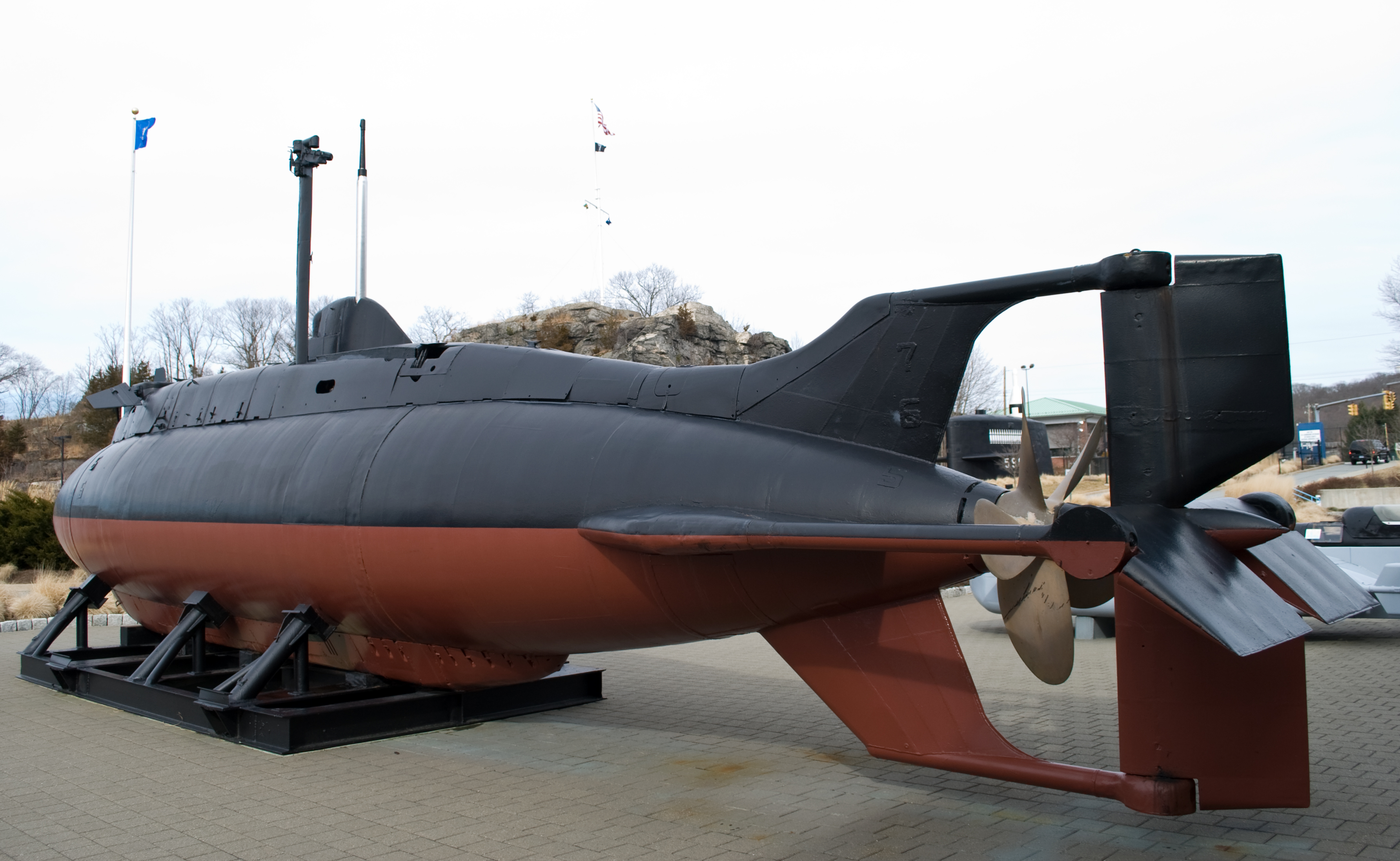
Heckansicht